# Маскелл, Дэн
Дэниел (Дэн) Маскелл (англ. Daniel 'Dan' Maskell; 10 апреля 1908, Фулем — 10 декабря 1992, Редхилл, Суррей) — теннисный тренер и комментатор, известный как «голос Уимблдона». Командор ордена Британской империи (1982), член Международного зала теннисной славы (1996).

## Биография
Дэн Маскелл родился в 1908 году в лондонском районе Фулем в небогатой семье. Его отец, инженер по образованию, ставший содержателем паба, одновременно подрабатывал, давая уроки велосипедной езды членам спортивного Куинс-клуба. Дэн, бывший одним из восьми детей в семье, посещал публичную школу на Эверингтон-стрит и увлекался футболом. В дни школьных каникул он также подрабатывал, подавая мячи на лаун-теннисных кортах Куинс-клуба за 10 шиллингов в неделю, а в 1923 году, в 14 лет, бросил учёбу, нанявшись на постоянную работу в клубе.

### Тренерская карьера
Довольно скоро выяснилось, что у Дэна большие способности к теннису, но к этому времени он уже считался профессионалом, поскольку получал деньги за свою работу подавальщиком мячей в клубе. Таким образом, он потерял возможность участвовать в любительских соревнованиях, в число которых входили все наиболее престижные теннисные турниры того времени. Вместо этого уже после года работы в клубе его повысили до должности младшего тренера. С 1928 года Маскелл стал постоянным участником чемпионата Великобритании по теннису среди профессионалов, к 1950 году выиграв этот турнир 16 раз.
В 1929 году, в 21 год, Маскелл был приглашён занять должность главного тренера-профессионала во Всеанглийский клуб лаун-тенниса и крокета (AELTC). Он стал первым профессиональным тренером этого клуба, на кортах которого разыгрывался Уимблдонский турнир. В AELTC Маскелл тренировал Банни Остина и Фреда Перри, добившись заметного улучшения в их игре. В 1931 году Остин и Перри в составе сборной Великобритании, которую помогал готовить Маскелл, в первый раз с 1919 года пробились в раунд вызова Кубка Дэвиса, где с минимальным счётом проиграли обладателям Кубка — французам. Спустя два года британцы снова добрались до финального раунда турнира, и на сей раз капитан сборной Герберт Ропер Барретт пригласил Маскелла присоединиться к ней в Париже. В итоге подопечные Маскелла одержали в раунде вызова победу со счётом 3:2, завоевав Кубок Дэвиса впервые с 1912 года.
После победы в Кубке Дэвиса Маскелла — по словам Фреда Перри, единственного, кто был способен обыграть его в Англии, — некоторое время рассматривали как кандидата на второе место в сборной вместо Остина, несмотря на его статус профессионала. Инициатива получила широкое освещение в прессе, но на практике реальных шансов попасть в подчёркнуто любительскую команду у Маскелла не было. Он остался тренером сборной, которая выиграла Кубок Дэвиса ещё трижды подряд, после чего Перри подписал контракт с профессиональным туром Билла Тилдена. В результате британцы в 1937 году проиграли в раунде вызова сборной США со счётом 0:5.
Маскеллу удалось сыграть за сборную Великобритании позже, летом 1945 года. Это произошло благодаря его военной службе: в рядах Королевских ВВС он отлично проявил себя в годы Второй мировой войны, получив звание командира эскадрильи (примерно эквивалентное званию майора в сухопутных войсках) и став кавалером ордена Британской империи за храбрость. В 1945 году Маскелл стал частью сборной Британской империи, составленной из военнослужащих и проводившей на Уимблдонских кортах благотворительный матч против составленной аналогичным образом сборной США. Однако уже на следующий год разделение между профессионалами и любителями было восстановлено с прежней строгостью. Маскелл возвратился в сборную Великобритании в Кубке Дэвиса как тренер и продолжал работать с ней до 1955 года. Он также работал как личный тренер с рядом членов британской королевской семьи — принцами Чарльзом и Эндрю и принцессами Анной и Александрой.

### Карьера спортивного функционера и журналиста
С начала 1930-х годов Маскелл работал над созданием в Великобритании системы подготовки теннисных тренеров. В 1934 он внёс в LTA предложение о создании национального реестра профессиональных тренеров; оно было отвергнуто ассоциацией на том основании, что «стандартная методика тренировок невозможна». Ассоциация также сопротивлялась юнионизации профессиональных тренеров, предпочитая сохранять в своих руках управление этой профессией. Эта позиция вызывала значительное недовольство среди тренеров. В первые послевоенные годы, стараясь восстановить утерянное доверие между сторонами, LTA предложила пользовавшемуся большим влиянием среди тренеров Маскеллу возглавить так называемый Комитет по связям с профессионалами. В 1947 году он занял в LTA пост менеджера по тренировочному процессу, и в этом качестве на него была возложена задача по улучшению стандартов подготовки профессиональных тренеров.
В первый же год в новой должности Маскелл разработал национальную программу подготовки теннисных тренеров, которая к 1952 году получила поддержку министерства образования и Центрального совета по спортивному досугу, запустивших процесс обучения 4000 школьных преподавателей тенниса. В 1947 году Маскеллу удалось также привлечь Фреда Перри к турне по школам страны с проведением мастер-классов игры в теннис. К 1949 году благодаря этому турне с теннисом познакомились приблизительно 30 000 британских школьников. Деятельность Маскелла включала также организацию первых соревнований между школами и находящихся под эгидой LTA школ-интернатов с углублённой теннисной подготовкой.
В 1949 году, одновременно с тренерской и административной работой в LTA, Маскелл был приглашён на радио Би-би-си в качестве второго комментатора вести трансляции с Уимблдонского турнира (ведущим этих программ был Макс Робертсон). Уже в 1951 году его перевели в телевизионный отдел компании, и он вёл телерепортажи с теннисных соревнований в течение следующих сорока лет, получив уважительное прозвище «голос Уимблдона» (англ. Voice of Wimbledon). Маскелл, упоминавшийся в ряду легендарных спортивных комментаторов Великобритании наряду с Джоном Арлоттом (крикет) и Питером Оллиссом (гольф), был известен своей невозмутимой, ровной манерой ведения репортажей, на которую не влияла драматичность событий, разворачивавшихся на корте, и последовательным консерватизмом взглядов. В некрологе, опубликованном «Ассошиэйтед Пресс», упоминалось, что единственный раз он утратил самообладание в 1977 году, когда чемпионкой Уимблдонского турнира стала британка Вирджиния Уэйд.
Работа Маскелла в качестве телекомментатора продолжалась до 1991 года; свой последний репортаж он вёл с мужского финала Уимблдонского турнира этого года между Михаэлем Штихом и Борисом Беккером. В 1988 году он опубликовал автобиографию «С моего места» (англ. From Where I Sit). В 1953 году он стал первым теннисным профессионалом — почётным членом AELTC, а в 1982 году его заслуги в развитии британского тенниса были отмечены производством в командоры ордена Британской империи. От первого брака у него родились сын Джей (погиб в 1970 году в авиакатастрофе на Багамских Островах) и дочь Робин. После того как первая жена Маскелла, Конни, утонула на Антигуа в 1979 году, он в 1980 году женился вторично. Умер в больнице Редхилла, неподалёку от своего дома в Суррее, в декабре 1992 года, оставив после себя жену и дочь. В 1996 году имя Дэна Маскелла внесено в списки Международного зала теннисной славы.